# Kitcheners Armee

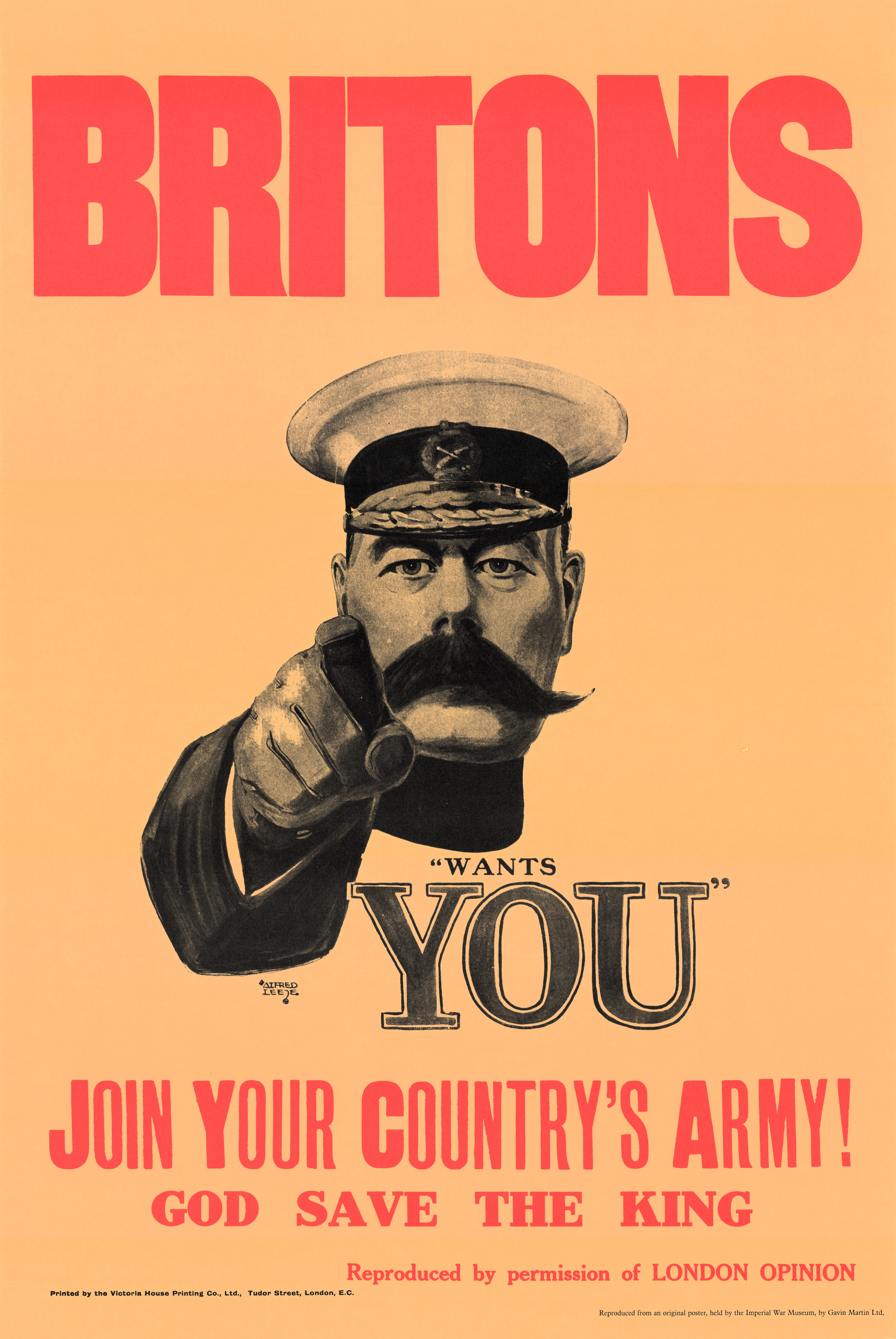
„Lord Kitchener Wants You“: Plakat von Alfred Leete (1882–1933), 1914

Als Kitcheners Armee oder New Army (Neue Armee) wurde die durch Kriegsminister Herbert Kitchener, 1. Earl Kitchener aufgestellte britische Massenarmee im Ersten Weltkrieg bezeichnet.

## Geschichte
Während die meisten Befehlshaber und Politiker auf beiden Seiten zu Beginn des Ersten Weltkrieges  einen kurzen Krieg prognostizierten, sagte Kitchener – als einer der Ersten – einen mehrjährigen Krieg voraus und richtete seine Politik von Anfang an darauf aus. Im Gegensatz zu den wesentlich auf der Wehrpflicht basierenden Heeren in Frankreich und Deutschland war die britische Armee bis dahin eine Berufsarmee und keine Massenarmee, und bis Januar 1916 gab es auch keine Wehrpflicht. Es gab lediglich neun reguläre Divisionen, die zu Kriegsbeginn als British Expeditionary Force nach Frankreich verschifft wurden. Die britischen Regimenter wurden zuvor in einem Rotationssystem in der Heimat oder in den Kolonien eingesetzt. Bis 1914 war die Royal Navy die wichtigere Teilstreitkraft. 
Bereits am Tag nachdem er zum Kriegsminister ernannt wurde (5. August 1914) gab Kitchener den Befehl zur Vergrößerung der Armee heraus. Aus dieser Zeit stammt auch das bekannte Plakat, das ihn direkt auf den Betrachter weisend zeigt, verbunden mit der indirekten Aufforderung zur Erfüllung der „vaterländischen Pflicht“. Durch den Armeebefehl 324 vom 21. August 1914 wurden aus den angeworbenen Freiwilligen vorerst sechs neue Divisionen aufgestellt. Insgesamt konnten so bis 1915 mehr als 40 Divisionen für den Einsatz in Frankreich aufgebaut werden. Die meisten Einheiten der neuen Armee wurden auf dem Truppenübungsplatz Aldershot ausgebildet. Dort waren bei einem Besuch von König Georg V. im September 1914 130.000 Mann stationiert.
Die Freiwilligen verpflichteten sich für eine Dienstzeit von drei Jahren bzw. bis zum Ende des Krieges, falls dieser länger dauern sollte. Weiterhin stimmten sie zu, überall dort zu dienen, wo sie von der Armee benötigt wurden. Oftmals wurden die einzelnen Einheiten aus Freiwilligen derselben Stadt oder Gegend zusammengestellt (sogenannte pals battalions, deutsch etwa „Kumpelbataillone“).
In der Schlacht an der Somme wurden die Kitchener-Divisionen in großem Maßstab eingesetzt. Am 1. Juli 1916, dem verlustreichsten Tag in der britischen Militärgeschichte, verlor beispielsweise die Ulster Division über die Hälfte ihrer Soldaten. Von den etwa 800 Soldaten der Grimsby Chums, die den von einer Minenexplosion hinterlassenen Lochnagar-Krater besetzten, überlebten nur etwa 100 Mann und zwei Offiziere.

## Armeegruppen und Divisionen
Kitcheners Armee bestand aus den folgenden Armeegruppen und Divisionen:
- K1 Army Group
  - 9th (Scottish) Division
  - 10th (Irish) Division
  - 11th (Northern) Division
  - 12th (Eastern) Division
  - 13th (Western) Division
  - 14th (Light) Division
- K2 Army Group
  - 15th (Scottish) Division
  - 16th (Irish) Division
  - 17th (Northern) Division
  - 18th (Eastern) Division
  - 19th (Western) Division
  - 20th (Light) Division
- K3 Army Group
  - 21st Division
  - 22nd Division
  - 23rd Division
  - 24th Division
  - 25th Division
  - 26th Division
- K4 Army Group
  - 30th Division
  - 31st Division
  - 32nd Division
  - 33rd Division
  - 34th Division
  - 35th Division
- Fifth New Army
  - 36th (Ulster) Division
  - 37th Division
  - 38th (Welsh) Division
  - 39th Division
  - 40th Division
  - 41st Division